# Società Sportiva Calcio Giugliano 2000-2001
Questa voce raccoglie le informazioni riguardanti la Società Sportiva Calcio Giugliano nelle competizioni ufficiali della stagione 2000-2001.

## Sponsor
Lo sponsor tecnico è Legea, mentre lo sponsor ufficiale è Giugliano Città della Mela Annurca.

## Rosa
| N. |                   | Ruolo | Calciatore               |
| -- | ----------------- | ----- | ------------------------ |
|    | Italia (bandiera) | D     | Gianluca Aversano        |
|    | Italia (bandiera) | C     | Giuseppe Babuscia        |
|    | Italia (bandiera) | A     | Maurizio Balestrieri     |
|    | Italia (bandiera) | A     | Carmelo Bonnarrigo       |
|    | Italia (bandiera) | A     | Luigi Caliano            |
|    | Italia (bandiera) | D     | Luigi Caravano           |
|    | Italia (bandiera) | D     | Angelo Antonio Ciancotta |
|    | Italia (bandiera) | C     | Luigi Condò              |
|    | Italia (bandiera) | D     | Vittorio De Carlo        |
|    | Italia (bandiera) | C     | Vincenzo De Martino      |
|    | Italia (bandiera) | D     | Davide D'Innocenzo       |
|    | Italia (bandiera) | C     | Andrea Fattizzio         |
|    | Italia (bandiera) | C     | Giuseppe Ferazzoli (I)   |
|    | Italia (bandiera) | C     | Massimo Gerundini        |
|    | Italia (bandiera) | C     | Vincenzo Langone         |
|    | Italia (bandiera) | C     | Antonio Matarangolo      |

| N. |                   | Ruolo | Calciatore         |
| -- | ----------------- | ----- | ------------------ |
|    | Italia (bandiera) | P     | Pasquale Mezzocapo |
|    | Italia (bandiera) | D     | Giuseppe Misiti    |
|    | Italia (bandiera) | A     | Rocco Napoli       |
|    | Italia (bandiera) | C     | Luigi Numerato     |
|    | Italia (bandiera) | D     | Santo Parise       |
|    | Italia (bandiera) | C     | Gianluca Perrotta  |
|    | Italia (bandiera) | A     | Antonio Pisani     |
|    | Italia (bandiera) | C     | Armando Puca       |
|    | Italia (bandiera) | C     | Diego Russo        |
|    | Italia (bandiera) | D     | Giovanni Schettino |
|    | Italia (bandiera) | D     | Matteo Siniscalco  |
|    | Italia (bandiera) | C     | Alessandro Spanò   |
|    | Italia (bandiera) | P     | Gabriele Spinetta  |
|    | Italia (bandiera) | D     | Ciro Vitiello      |
|    | Italia (bandiera) | C     | Manuel Vivani      |